# Sherwood Park (Alberta)
Sherwood Park ist eine Ortschaft in der westkanadischen Provinz Alberta und hat den halboffiziellen Status einer urban service area. Sie hat 68.782 Einwohner und grenzt im Osten direkt an die Provinzhauptstadt Edmonton an. Die Ortschaft ist Verwaltungssitz der Verwaltungsgemeinde (englisch specialized municipality) Strathcona County.
Die Gemeinde wird von mehreren großen Verkehrswegen durchquert. Im Norden der Ortschaft verläuft, neben Eisenbahnstrecken der Canadian National Railway und der Canadian Pacific Railway, der Alberta Highway 16, welcher auch Yellowhead Highway genannt wird und hier die nördliche Route des Trans-Canada Highway ist. Im Westen der Ortschaft verläuft der Highway 216 und im Osten der Highway 21.

## Söhne des Ortes
- Mark Sochatsky (* 1962), deutsch-kanadischer Eishockeyspieler
- Tony Twist (* 1968), Eishockeyspieler
- Ryan McGill (* 1969), Eishockeyspieler und -trainer
- Scott Langkow (* 1975), Eishockeytorwart
- Ben Ondrus (* 1982), Eishockeyspieler
- Cam Ward (* 1984), Eishockeytorwart
- Jay Blankenau (* 1989), Volleyballspieler
- Cody Kunyk (* 1990), Eishockeyspieler
- Daniel Carr (* 1991), Eishockeyspieler
- George Hobern (* 1996), Volleyballspieler
- Carter Hart (* 1998), Eishockeytorwart